# Almada (família)
Almada é um apelido de família da onomástica da língua portuguesa.

## Histórico

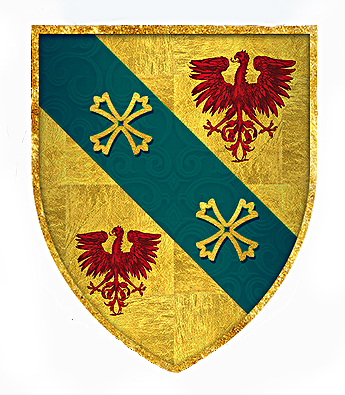
Brasão d´armas dos Almada com o metal correto, de cor de ouro, de fundo como é uso nesta família

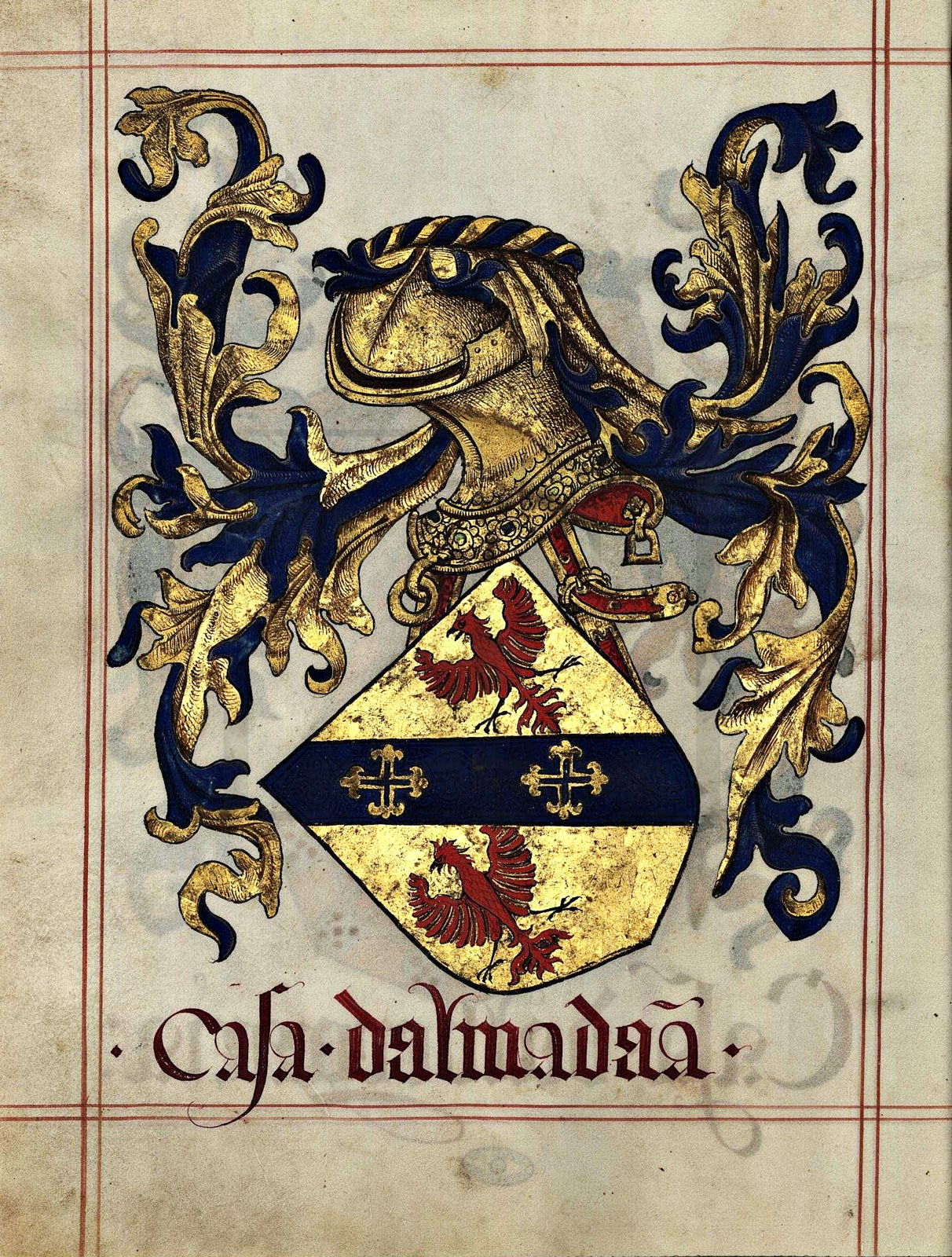
Livro do Armeiro-Mor, Almada (fl 60)

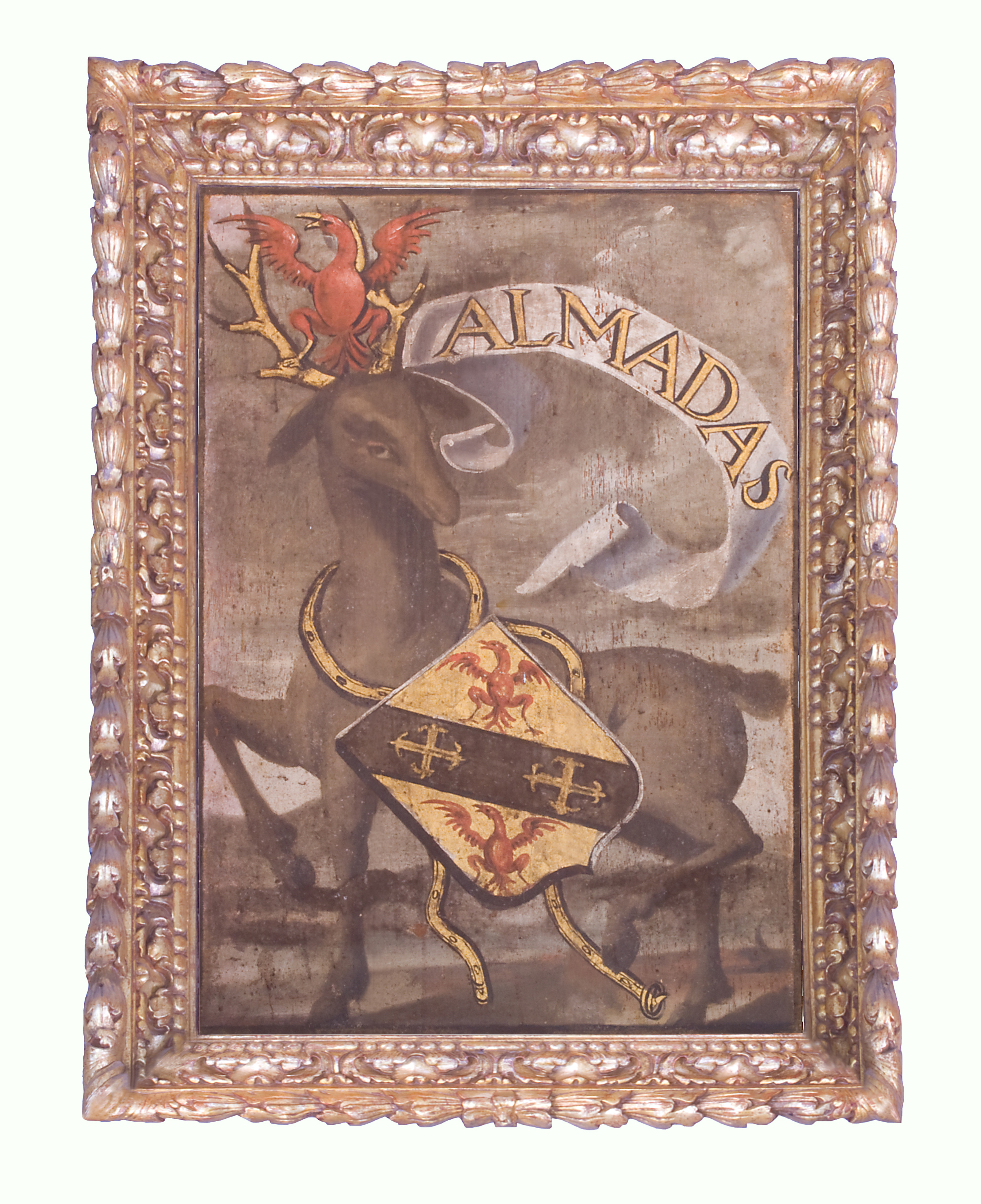
Pintura das Armas dos Almadas, mandadas executar por D. Manuel I no Palácio Nacional de Sintra, editada por Anselmo Braamcamp Freire no seu Livro dos Brasões da Sala de Sintra

### Origem
Ainda não está bem averiguada a origem da primeira família Almada, onde as opiniões de genealogistas, historiadores e investigadores não são sempre convergentes.
O Pe. Fr. Manuel dos Anjos, na sua «História Universal», impressa em Coimbra em 1652, no capítulo intitulado «Apelidos das Famílias Ilustres deste Reino» diz: Almadas procedem duns Cavaleiros Ingleses, que se acharam na tomada de Lisboa.
Mas, o primeiro que parece referi-lo é Duarte Nunes de Leão, em que na «Primeira Parte das Chronicas do Reis de Portugal» escreve que: Entre os fidalgos da armada (cruzados que tomaram parte na tomada de Lisboa), os que eram ingleses se contentaram com o sitio de Almada, que El rei lhes deu […] Destes se crê que eram os fidalgos que especialmente se apelidarão de Almada. E assim parece que os daquela família com alguma lembrança de seus antepassados serem ingleses, quando saíram do rei em buscar honra pelas armas. […]
Depois Padre António Carvalho da Costa, na sua «Corografia Portuguesa», quando em 1708 se refere à povoação de Pombalinho, acrescenta: — Almadas têm a sua origem num cavaleiro inglês, mestre de campo de Guilherme Longa Espada, que veio de socorro a Lisboa, quando El-Rei D. Afonso Henriques a ganhou aos mouros (25 de Outubro de 1147) e este rei lhe fez mercê da Vila de Almada, que uns dizem que dele tomou o nome, por se chamar "ALMADÃO", outros que a dita vila deu o apelido.
O mesmo autor e na mesma obra, página 309 vol. 3.º, quando se refere à Vila de Almada, confirma-o dizendo: Almada foi doada por D. Afonso Henriques em 1147. Chamaram-lhe primeiro Vimadel, que significa "povoação de todos". Depois se chamou Almada, por ser conquistada aos mouros por um cavaleiro deste apelido.
Mesmo o documento da confirmação do despacho de Sua Majestade D. Maria I, de 29 de Abril de 1793, existente no «Arquivo da Casa Almada», em que D. Lourenço José Boaventura de Almada é nomeado Conde de Almada, confirma essa história ao referir: que deverá usar do título da Vila de Almada, de que tem o apelido, em honra da memória do Primeiro dos seus Avós, que adoptou como Conquistador e Povoador, pelo Senhor Rei D. Afonso Henriques.
Reforçando essa ideia, o artigo do jornal "A Opinião" de 13 de Abril de 1906, assinado por F. N. de B., intitulado «D. Alvaro Vaz d'Almada, 1.º Conde de Avranches, a sua Família», diz o seguinte: Numa cópia do "Nobiliário" de Damião de Goes, citada pelos genealogistas que dizem ter sido acrescentada por Fr. Bartolomeu de Azevedo, em título de "Almadas" se escreve, que tiveram por progenitor um coronel ou mestre de campo da parte da gente que trazia na sua armada Guilherme Longa Espada, chamado Almadão, ao qual El-Rei D. Afonso Henriques deu, para povoar, o sítio onde hoje fica a Vila de Almada, nome corrupto de Almadão.
Num artigo do jornal "A Nação" de 13 de Dezembro de 1916, de João Franco Monteiro, sobre uma notícia do «Conde de Almada (D. Miguel)», lê-se: Almada de tempera rija, tão rija como o montante de D. Liberche, cavaleiro inglês, que ajudou D. Afonso Henriques na tomada de Lisboa, e que foi tronco da Família Almada.
Na verdade Leitão Manso de Lima, num manuscrito existente na Biblioteca Nacional, nota ainda a predilecção que os primeiros Almadas tinham por Inglaterra, por onde viajavam e combateram, atribuindo-se à sua origem inglesa e o parentesco, que então ainda existiria com famílias inglesas.
Mais citações se podiam indicar, mas são todas elas muito falhas de fundamento, a que se possa dar séria importância.

### Nobilitação
O olisipógrafo José Sarmento de Matos, no segundo volume de «A Invenção de Lisboa», indo buscar uma investigação antiga abordada por alguns historiadores anteriores, apresenta toda uma teoria bastante consistente que a nobilitação dos Almadas se deve por Antão Vasques de Almada e João Vasques de Almada serem primos direitos do rei D. João I de Portugal (ou seus coirmãos como era dito na ápoca), por este ser filho de Teresa Lourenço. Daí estes aparecerem desde a primeiro hora ao lado dele, na arriscada empresa da conquista do Reino de Portugal e respetivo direito ao trono, como dois dos seus principais companheiros de armas. E reforça essa ideia, referindo o facto de o príncipe ser entregue à educação de Lourenço Martins da Praça por este ser seu avô, tal como o era dos dois referidos irmãos Almada. Mais acrescenta o facto de o príncipe e futuro rei ter tido o seu grande apoio nos cidadãos de Lisboa por a família Martins, do seu tutor, ser aí numerosa e fazer parte da elite dessa cidade.

### Almadas
Segundo o acima referido artigo do jornal "A Oposição" de 19 de Abril de 1906 intitulado «A Família do 1.º Conde de Avranches - os ALMADAS» datado da Torre do Tombo e assinado por F. N. de B. acrescenta que: Além da Família dos Almadas, Condes de Avranches, houve em Portugal mais famílias deste apelido". Mais adiante diz "Julgamos ter dado, em rápidos traços, notícia do apelido Almada, de como vimos, diversas famílias usaram sem que, contudo, houvesse qualquer parentesco com a legítima família dos Almadas - que foram Condes de Avranches.
Para fechar este capítulo, transcrevo as palavras do autor do artigo do jornal "A Opinião", igualmente acima indicado, que diz: O que não resta duvida é que a família dos Almadas, tornou-se bastante conhecida em todos os tempos, não precisando que se esclareça a sua origem, pois que, bastam dois ou três fidalgos que a ela pertenceram, para a tornarem ilustre sob todos os aspetos porque a queiram encarar.
E nesse aspeto surge-nos, logo no recuado século XIV, de Joanne Annes de Almada como tronco de todos os hoje conhecidos com esse apelido e de seu neto João Vasques de Almada como nobilitado e armado cavaleiro. Seguindo-se de imediato, acumulando feitos e mercês, os seus filhos João Vaz de Almada e principalmente Dom Álvaro Vaz de Almada (conde de Abranches).
Mais tarde, vemos o principal ramos dos Almadas a tomar posições miguelistas, no entanto Pinho Leal refere que eram "geralmente respeitados pelos homens de todas as opiniões políticas pois não distinguiam nas suas afeições os legítimistas dos liberais, mas homens de bem, dos que os não o são".
A origem comum dos Almadas Provedores da Casa da Índia e dos Almadas-Avranches, embora exista antigas interligações familiares entre eles, nunca foi provada de forma convincente.

## Brasão d'Armas
As armas dos Almadas, tal como dos Abranches, são:
- Em campo de ouro, uma banda de azul carregada de duas cruzes de ouro abertas e floreadas, vazias da banda, e nos vãos em contrabanda duas águias vermelhas armadas de negro,[5] membradas de ouro.

Timbre: uma das águias armada e membrada de ouro.
No mesmo artigo referido acima do jornal "A Opinião" de 19 de abril de 1906, assinado F.N. de B., intitulado «A Família do 1.º Conde de Avranches - Os Almadas», diz-se: Dentre os que partilham a opinião de que seria inglês o progenitor dos Almadas, há alguns, que para reforçarem essa ideia, vão encontrar a semelhança das armas desta família e dos Howard, representados pelos Duques de Norfolk, a prova do que afirmam, visto essas armas serem em campo vermelho com uma banda de ouro entre cruzes floreteadas de prata. O facto de a diferença das cores das duas armas e acrescentamento de peças, não obsta a que a família seja a mesma, pois desta forma, se destingiram antigamente as armas nos diferentes ramos da mesma casa.